# Jahor Scharanhowitsch
Jahor Aljaksandrawitsch Scharanhowitsch (belarussisch Ягор Аляксандравіч Шаранговіч; russisch Егор Александрович Шарангович/Jegor Alexandrowitsch Scharangowitsch; englische Transkription: Yegor Alexandrovich Sharangovich; * 6. Juni 1998 in Minsk) ist ein belarussischer Eishockeyspieler, der seit Juni 2023 bei den Calgary Flames in der National Hockey League (NHL) unter Vertrag steht. Zuvor verbrachte der Center fünf Jahre in der Organisation der New Jersey Devils.

## Karriere

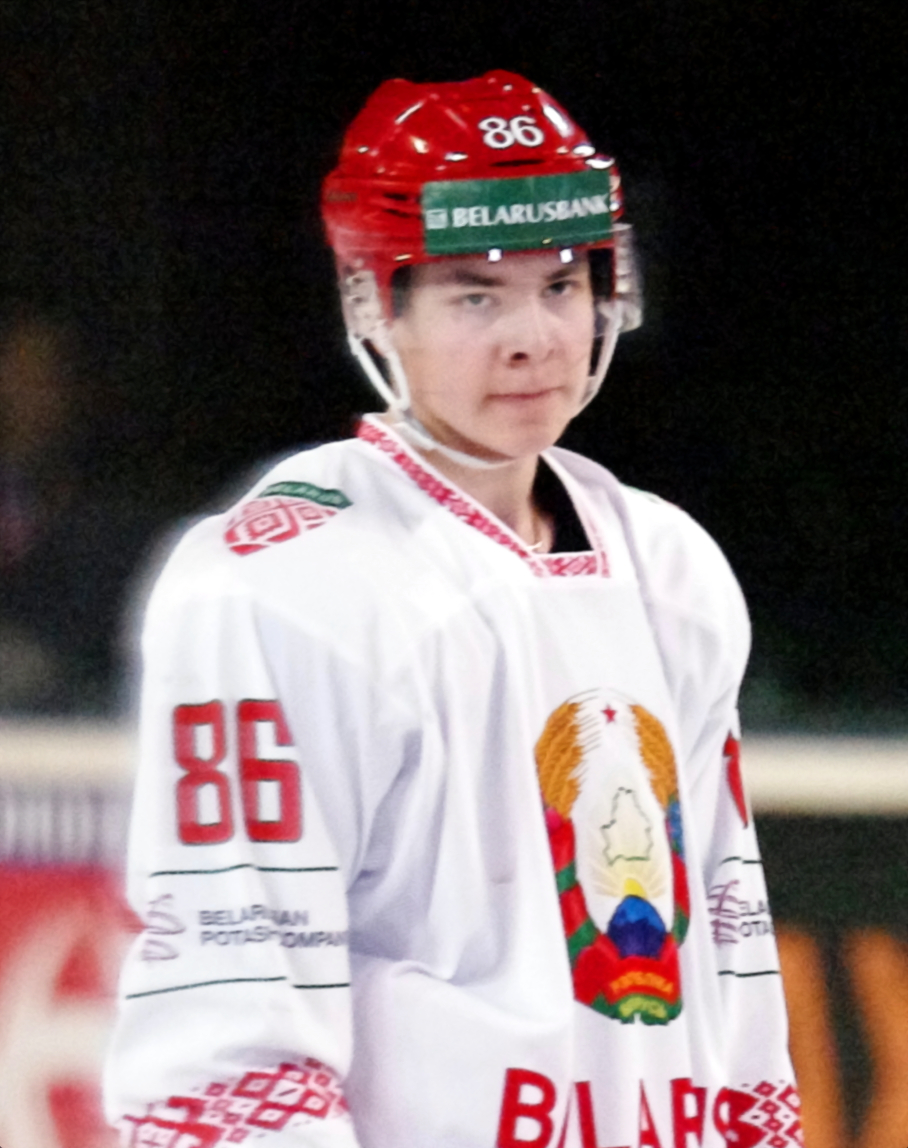
Scharanhowitsch im Trikot der Nationalmannschaft (2017)

Jahor Scharanhowitsch wurde in Minsk geboren und lief in seiner Jugend für Dinamo Raubitschy auf, eine Juniorenmannschaft nahe der belarussischen Hauptstadt. Mit dem Team lief er zwischen 2014 und 2016 in der Wysschaja Liga, der höchsten Nachwuchsspielklasse Belarus’, sowie in der der Kontinentalen Hockey-Liga (KHL) beigeordneten Molodjoschnaja Chokkeinaja Liga (MHL) auf. Zur Saison 2016/17 wurde er in die belarussische U20-Nationalmannschaft berufen, die am Spielbetrieb der Extraliga teilnahm, der höchsten Profiliga des Landes. Im Folgejahr wechselte er zu Dinamo Minsk in die KHL, wo er als Rookie auf zwölf Scorerpunkte in 47 Partien kam und anschließend im NHL Entry Draft 2018 an 141. Stelle von den New Jersey Devils berücksichtigt wurde. Diese statteten ihn wenig später im Juli 2018 mit einem Einstiegsvertrag aus.
Scharanhowitsch wurde fortan innerhalb der Organisation bei New Jerseys Farmteam eingesetzt, den Binghamton Devils aus der American Hockey League (AHL). In der Saison 2019/20 etablierte er sich auch dort mit 25 Punkten aus 57 Partien als regelmäßiger Scorer, bevor er während der Off-Season im Herbst 2020 auf Leihbasis zu Dinamo Minsk zurückkehrte. Im Rahmen der folgenden Vorbereitung auf die Spielzeit 2020/21 erspielte sich der Center schließlich einen Platz im Aufgebot der New Jersey Devils, sodass er im Januar 2021 zu seinem Debüt in der National Hockey League (NHL) kam. Er beendete die Saison mit 30 Punkten aus 54 Spielen, womit er sich auf Rang vier der Rookie-Scorerliste der NHL platzierte. Im weiteren Verlauf etablierte sich der Belarusse als regelmäßiger Scorer bei den Devils.
Nach fünf Jahren in New Jersey wurde Scharanhowitsch im Juni 2023 samt einem Drittrunden-Wahlrecht im NHL Entry Draft 2023 an die Calgary Flames abgegeben, die im Gegenzug Tyler Toffoli zu den Devils transferierten. In Calgary unterzeichnete er im gleichen Atemzug einen neuen Zweijahresvertrag mit einem Gesamtvolumen von 6,2 Millionen US-Dollar. 

### International
Auf internationaler Ebene vertrat Scharanhowitsch sein Heimatland bei zahlreichen internationalen Turnieren. Im U18-Bereich nahm er an der Division IA der U18-Weltmeisterschaften 2015 und 2016 teil, wobei im Jahre 2016 mit einem ersten Platz der Aufstieg in die Top-Division gelang. Mit der U20-Nationalmannschaft Belarus’ pendelte er in den Jahren 2016, 2017 und 2018 zwischen Top-Division und Division IA der U20-Weltmeisterschaft, wobei man zweimal abstieg, während 2017 der direkte Wiederaufstieg gelang.
Sein Debüt für die belarussische A-Nationalmannschaft gab der Angreifer im Rahmen der Weltmeisterschaft 2017, wo mit einem 13. Platz der Klassenerhalt gesichert wurde, bevor man im Folgejahr in die Division IA abstieg. Von dort wiederum gelang 2019 ebenfalls der direkte Wiederaufstieg. Aufgrund der weltweiten COVID-19-Pandemie wurde 2020 keine Weltmeisterschaft ausgetragen, so dass Scharanhowitsch und die Belarussen, als deren Kapitän er bei dem Turnier auftrat, erst bei der Weltmeisterschaft 2021 wieder in der Top-Division spielen konnten. Obwohl sie dort Gruppenletzter wurden, mussten sie nicht wieder in die Division I absteigen, weil wegen des Ausfalls aller Turniere unterhalb der Top-Division der Ab- und Aufstieg ausgesetzt wurde.

## Erfolge und Auszeichnungen
- 2016 Aufstieg in die Top-Division bei der U18-Weltmeisterschaft der Division IA
- 2017 Aufstieg in die Top-Division bei der U20-Weltmeisterschaft der Division IA
- 2019 Aufstieg in die Top-Division bei der Weltmeisterschaft der Division IA

## Karrierestatistik
Stand: Ende der Saison 2024/25

### International
Vertrat Belarus bei:
| - U18-Weltmeisterschaft der Division IA 2015 - U20-Weltmeisterschaft 2016 - U18-Weltmeisterschaft der Division IA 2016 - U20-Weltmeisterschaft der Division IA 2017 - Weltmeisterschaft 2017 | - U20-Weltmeisterschaft 2018 - Weltmeisterschaft 2018 - Weltmeisterschaft der Division IA 2019 - Weltmeisterschaft 2021 - Qualifikationsturnier für die Olympischen Winterspiele 2022 |

(Legende zur Spielerstatistik: Sp oder GP = absolvierte Spiele; T oder G = erzielte Tore; V oder A = erzielte Assists; Pkt oder Pts = erzielte Scorerpunkte; SM oder PIM = erhaltene Strafminuten; +/− = Plus/Minus-Bilanz; PP = erzielte Überzahltore; SH = erzielte Unterzahltore; GW = erzielte Siegtore; 1 Play-downs/Relegation; Kursiv: Statistik nicht vollständig)